# Шаханов, Абай Шалукаевич
Абай Шалукаевич Шаханов (Александр Дмитриевич Шаханов; карач.-балк. Шаханланы Шалуканы джашы Абай; 27 марта 1850, с. Мухол, Кавказское линейное казачье войско — 28 августа 1897, село Никольское, Приморская область) — российский военный врач, генерал-майор медицинской службы (1895), один из первых врачей среди балкарского народа.

## Биография
Родился в многодетной балкарской семье. В 1865 г. окончил школу в Нальчике и без экзаменов был зачислен на четвёртый курс Ставропольской гимназии, по окончании которой в 1869 году поступил в Медико-хирургическую академию в Петербурге. За четыре дня до женитьбы принял христианство и имя Александр Дмитриевич Шаханов.
С 1876 года, окончив академию, служил в Рионском отряде (Западная Грузия). С августа 1877 г. в составе 4-го Кавказского стрелкового батальона (полк генерала М. Лорис-Меликова) участвовал в сражениях русско-турецкой войны. С сентября 1878 по апрель 1880 г. работал в военном госпитале Владикавказа. 6 апреля 1880 г. уволился со службы.
С октября 1880 г. восстановился на военной службе, направлен на Дальний Восток и назначен старшим врачом 4-го Восточно-Сибирского линейного батальона, позже переведен старшим врачом в Никольское (ныне г. Уссурийск).
Жена и годовалый сын оставались в Кизляре.
В конце 1895 г. был произведён в генерал-майоры медицинской службы. Представление было «по службе, на должность IV разряда вне очереди во внимание отлично усердной службы при знании в высшей степени своей специальности, применяемой на деле».
Умер 28 августа 1897 года от хронического воспаления почек.

## Семья
Жена — Матвеева Елизавета Павловна (в браке с 3 октября 1875 г), дочь военного коменданта города Кизляра; окончила Высшие женские курсы;
- сын — Басият (Борис) (1879 — 1919), просветитель.
  - внук — Шаханов Тимур Борисович (Басиятович) (1917 — 2000)[5], историк.

Сестра — Шаханова Лидия (ум. 1921 г), была замужем за Измаилом Абаевым, киносценаристом 20-х годов («Абрек Заур», «Под властью адата», «Закон гор»).